# Žalm 39
Žalm 39 („Řekl jsem si: Budu dbát na svoje cesty“) je biblický žalm. V překladech, které číslují podle Septuaginty, se jedná o 38. žalm. Žalm je nadepsán těmito slovy: „Pro předního zpěváka, pro Jedútúna. Žalm Davidův.“ Podle některých vykladačů toto nadepsání znamená, že žalm byl určen k tomu, aby jej při určitých příležitostech odzpívával zkušený zpěvák z kněžské třídy za přítomnosti krále z Davidova rodu. Tradiční židovský výklad naproti tomu považuje žalmy, které jsou označeny Davidovým jménem, za ty, které sepsal přímo král David. Raši uvádí, že Jedútún bylo jak jméno jednoho ze zpěváků, tak se jednalo i o název určitého hudebního nástroje. Spis Šimuš Tehilim („Užití Žalmů“), jehož autorem je zřejmě židovský učenec Chaj Ga'on (939–1038), uvádí, že recitace 39. žalmu je vhodná při rozednění.